# Encyclopedia of Life
Az Élet Enciklopédiája (EoL) egy szabad felhasználású online enciklopédia. Célja a tudomány által ismert mintegy 1,9 millió élőlény dokumentálása. A weblap mögött álló adatbázist szakemberek és önkéntesek hozták, hozzák létre létező adatbázisok adatait használva. A cél, hogy minden fajhoz egy folyamatosan bővülő lapot hozzon létre videóval, hanggal, képpel, grafikával és magyarázó szöveggel. Együttműködik a OneZoommal is.

Az Élet Enciklopédiáját az alábbi tudományos szervezetek és intézmények támogatják:
- Atlas of Living Australia (wd)
- La Comisión Nacional para el Conocimiento y Uso de la Biodiversidad	(CONABIO) , Mexikó (wd)
- Harvard Egyetem
- Marine Biological Laboratory (wd)
- Bibliotheca Alexandrina, Egyiptom (wd)
- National Museum of Natural History (wd)